# Pontocaris
Pontocaris is een geslacht van kreeftachtigen uit de klasse van de Malacostraca (hogere kreeftachtigen).

## Soorten
- Pontocaris arafurae (Bruce, 1988)
- Pontocaris hilarula (de Man, 1918)
- Pontocaris laurentae Chan, 1996
- Pontocaris major Chan, 1996
- Pontocaris pennata Spence Bate, 1888
- Pontocaris profundior Chan, 1996
- Pontocaris propensalata Spence Bate, 1888
- Pontocaris sibogae (de Man, 1918)
- Pontocaris spinifera Chan, 1996